# Список глав государств в 1918 году
| 1917 ← Список глав государств по годам → 1919 |

Цветом выделены страны, в которых в данном году произошли смены власти вследствие следующих событий:
- Получение страной независимости;
- Военный переворот, революция, всеобщее восстание ;
- Президентские выборы;
- парламентские выборы, парламентский кризис;
- Смерть одного из руководителей страны;
- Иные причины.

## Азия
|                 | Арабские эмираты (протектораты Великобритании)                          |                                                                         | | |                                      |  |
|                 |                                                                         | Абу-Даби                                                                | Эмир                                                                                                  | Хамдам ибн Зайед аль-Нахайян | 1912 год—1922 год                    |  |
|                 | Аджман                                                                  | Эмир                                                                    | Хумайд III ибн Абд аль-Азиз                                                                           | 1910 год—1928 год |                                      |  |
|                 | Дубай                                                                   | Шейх                                                                    | Саид ибн Мактум                                                                                       | 1912 год—1958 год |                                      |  |
|                 | Рас-эль-Хайма                                                           | Эмир                                                                    | Халид II бин Ахмед                                                                                    | 1914 год—1921 год |                                      |  |
|                 | Умм-эль-Кайвайн                                                         | Эмир                                                                    | Рашид бин Ахмад аль-Муалла                                                                            | 1904 год—1922 год |                                      |  |
|                 | Эль-Фуджайра                                                            | Шейх                                                                    | Хамад I бин Абдаллах                                                                                  | 1876 год—1936 год |                                      |  |
|                 | Шарджа                                                                  | Шейх                                                                    | Халид II бин Ахмед                                                                                    | 1914 год—1924 год |                                      |  |
|                 | Асир                                                                    | Асир                                                                    | Эмир                                                                                                  | Мухаммад ибн Али аль-Идриси | 1917 год — 1923 год                  |  |
|                 | Афганистан (протекторат Великобритании)                                 | Афганистан (протекторат Великобритании)                                 | эмир                                                                                                  | Хабибулла | 1901 год — 1919 год                  |  |
|                 | Бахрейн (протекторат Великобритании)                                    | Бахрейн (протекторат Великобритании)                                    | Хаким                                                                                                 | Иса ибн Али Аль Халифа | 1869 год—1932 год                    |  |
|                 | Британская Бирма (Шанские княжества)                                    |                                                                         | | |                                      |  |
|                 |                                                                         | Йонгве                                                                  | Саофа                                                                                                 | Сао Монг | 1864 год—1885 год, 1897 год—1926 год |  |
|                 | Кенгтунг                                                                | Саофа                                                                   | Конг Кьо Инталенг                                                                                     | 1895 год—1935 год |                                      |  |
|                 | Локсок (Ятсок)                                                          | Саофа                                                                   | Хкун Нсок                                                                                             | 1900 год—1946 год |                                      |  |
|                 | Мокме                                                                   | Саофа                                                                   | Хкун Хконг                                                                                            | 1915 год—1959 год |                                      |  |
|                 | Монгнай                                                                 | Саофа                                                                   | Хкун Кьо Сам                                                                                          | 1914 год—1928 год |                                      |  |
|                 | Монгпай                                                                 | саофа                                                                   | Хкун Пин Нья                                                                                          | 1908 год—1959 год |                                      |  |
|                 | Монгпон                                                                 | Саофа                                                                   | Хкун Ти                                                                                               | 1860 год—1928 год |                                      |  |
|                 | Северное Сенви                                                          | Саофа                                                                   | Хом Хпа                                                                                               | 1915 год—1959 год |                                      |  |
|                 | Сипау                                                                   | Саофа                                                                   | Сао Хке                                                                                               | 1902 год—1928 год |                                      |  |
|                 | Южное Сенви                                                             | Саофа                                                                   | Сао Сонг                                                                                              | 1913 год—1946 год |                                      |  |
|                 | Британская Индия                                                        | Британская Индия                                                        | Император                                                                                             | Георг V | 1910 год—1936 год                    |  |
| Вице-король     | Британская Индия                                                        | Британская Индия                                                        | Фредерик Тесиджер                                                                                     | 1916 год—1921 год |                                      |  |
|                 |                                                                         | Аджайгарх                                                               | Савай махараджа                                                                                       | Ранджор Сингх | 1877 год—1919 год                    |  |
|                 | Алвар                                                                   | Махараджа                                                               | Джай Сингх Прабхакар                                                                                  | 1892 год—1937 год |                                      |  |
|                 | Алираджпур                                                              | Рана                                                                    | Пратап Сингх II                                                                                       | 1891 год—1941 год |                                      |  |
|                 | Баони                                                                   | Наваб                                                                   | Мохаммад Муштак аль-Хасан Хан                                                                         | 1911 год—1947 год |                                      |  |
|                 | Бансвара                                                                | Раджа                                                                   | Притви Сингх                                                                                          | 1913 год—1944 год |                                      |  |
|                 | Барвани                                                                 | Рана                                                                    | Ранджит Сингх                                                                                         | 1894 год—1930 год |                                      |  |
|                 | Барода                                                                  | Махараджа                                                               | Саяджирао Гаеквад III                                                                                 | 1875 год—1939 год |                                      |  |
|                 | Бахавалпур                                                              | Наваб                                                                   | Садик Мухаммад Хан V                                                                                  | 1907 год—1947 год |                                      |  |
|                 | Башахра                                                                 | Раджа                                                                   | Падам Сингх                                                                                           | 1914 год—1947 год |                                      |  |
|                 | Бенарес                                                                 | Махараджа бахадур                                                       | Прабху Нарайян Сингх                                                                                  | 1889 год—1931 год |                                      |  |
|                 | Биджавар                                                                | Савай махараджа                                                         | Савант Сингх                                                                                          | 1899 год—1940 год |                                      |  |
|                 | Биканер                                                                 | Махараджа                                                               | Ганга Сингх                                                                                           | 1887 год—1943 год |                                      |  |
|                 | Биласпур (Калур)                                                        | Раджа                                                                   | Биджай Чанд                                                                                           | 1889 год—1927 год |                                      |  |
|                 | Бунди                                                                   | Махарао раджа                                                           | Рагубир Сингх                                                                                         | 1889 год—1927 год |                                      |  |
|                 | Бхавнагар                                                               | Махараджа                                                               | Бхавсинхжи II Тахтсинхжи                                                                              | 1918 год—1919 год |                                      |  |
|                 | Бхаратпур                                                               | Махараджа                                                               | Кишан Сингх                                                                                           | 1900 год—1929 год |                                      |  |
|                 | Бхопал                                                                  | наваб                                                                   | Каикхусрау Джахан Бегум                                                                               | 1901 год—1926 год |                                      |  |
|                 | Ванканер                                                                | Махарана радж сахиб                                                     | Амарсинхджи Банесинджи                                                                                | 1881 год—1947 год |                                      |  |
|                 | Гангпур                                                                 | Раджа                                                                   | Бхабани Шанкар Део                                                                                    | 1917 год—1930 год |                                      |  |
|                 | Гархвал                                                                 | махараджа                                                               | Нарендра Шах                                                                                          | 1913 год—1946 год |                                      |  |
|                 | Гвалиор                                                                 | Махараджа                                                               | Мадхорао Шинде                                                                                        | 1886 год—1925 год |                                      |  |
|                 | Гондал                                                                  | Тхакур сахиб                                                            | Бхагвацинхжи Саграмсинхджи                                                                            | 1869 год—1944 год |                                      |  |
|                 | Даспалла                                                                | раджа                                                                   | Кишор Чандра Део Бханж                                                                                | 1913 год—1948 год |                                      |  |
|                 | Датия                                                                   | Махараджа                                                               | Говинд Сингх                                                                                          | 1907 год—1947 год |                                      |  |
|                 | Девас младшее                                                           | Махараджа                                                               | Малхар Рао                                                                                            | 1918 год—1934 год |                                      |  |
|                 | Девас старшее                                                           | Махараджа                                                               | Тукоджи Рао III                                                                                       | 1918 год—1937 год |                                      |  |
|                 | Джайпур                                                                 | Махараджа савай                                                         | Мадхо Сингх II                                                                                        | 1880 год—1922 год |                                      |  |
|                 | Джанджира                                                               | Наваб                                                                   | Ахмад Хан                                                                                             | 1879 год—1922 год |                                      |  |
|                 | Джайсалмер                                                              | Махаравал                                                               | Джавахир Сингх                                                                                        | 1914 год—1947 год |                                      |  |
|                 | Джалавад (Дрангадхра)                                                   | Махараджа                                                               | Ганшьямсинхджи Аджитсинхджи                                                                           | 1918 год—1942 год |                                      |  |
|                 | Джамму и Кашмир                                                         | Махараджа                                                               | Пратап Сингх                                                                                          | 1885 год—1925 год |                                      |  |
|                 | Джаора                                                                  | Наваб                                                                   | Мухаммад Ифтихар Али                                                                                  | 1895 год—1947 год |                                      |  |
|                 | Дженкантал                                                              | Махараджа                                                               | Сурия Пратап Махендра Бахадур Шанкар Пратап Сингх Дев Махендра                                        | 1885 год—1918 год 1918 год—1948 год |                                      |  |
|                 | Джинд                                                                   | Махараджа                                                               | Ранбир Сингх                                                                                          | 1911 год—1947 год |                                      |  |
|                 | Джхабуа                                                                 | Раджа                                                                   | Удай Сингх                                                                                            | 1895 год—1942 год |                                      |  |
|                 | Джунагадх                                                               | Наваб                                                                   | Мохаммад Махабат Ханджи III                                                                           | 1911 год—1947 год |                                      |  |
|                 | Джхалавар                                                               | Махараджа                                                               | Бхавани Сингх                                                                                         | 1899 год—1929 год |                                      |  |
|                 | Дир                                                                     | Наваб                                                                   | Аврангзеб Бадшан Хан                                                                                  | 1904 год—1913 год, 1914 год—1925 год |                                      |  |
|                 | Дхолпур                                                                 | Махараджа рана                                                          | Удайбхану Сингх                                                                                       | 1911 год—1947 год |                                      |  |
|                 | Дунгарпур                                                               | Махараджа                                                               | Биджай Сингх Лакшман Сингх                                                                            | 1898 год—1918 год 1918 год—1947 год |                                      |  |
|                 | Дхар                                                                    | Раджа                                                                   | Удаджи Радж II Павар                                                                                  | 1898 год—1926 год |                                      |  |
|                 | Идар                                                                    | Махараджа                                                               | Даулат Сингх                                                                                          | 1911 год—1931 год |                                      |  |
|                 | Индаур                                                                  | Махараджа                                                               | Тукоджи Рао III Холкар XIII                                                                           | 1903 год—1926 год |                                      |  |
|                 | Калат                                                                   | Хан                                                                     | Махмуд II                                                                                             | 1893 год—1931 год |                                      |  |
|                 | Камбей                                                                  | наваб                                                                   | Низам ад-Даула Наджм                                                                                  | 1915 год—1948 год |                                      |  |
|                 | Капуртхала                                                              | Махараджа                                                               | Джагатджит Сингх                                                                                      | 1911 год—1947 год |                                      |  |
|                 | Караули                                                                 | Махараджа                                                               | Бханвар Пал                                                                                           | 1886 год—1927 год |                                      |  |
|                 | Кач                                                                     | Махараджа                                                               | Кхенгарджи III                                                                                        | 1875 год—1942 год |                                      |  |
|                 | Кишангарх                                                               | Махараджа                                                               | Мадан Сингх                                                                                           | 1900 год—1926 год |                                      |  |
|                 | Колхапур                                                                | Махараджа                                                               | Шаху                                                                                                  | 1900 год—1922 год |                                      |  |
|                 | Кота                                                                    | Махарао                                                                 | Умед Сингх II                                                                                         | 1889 год—1940 год |                                      |  |
|                 | Кочин                                                                   | Махараджа                                                               | Рама Варма XVI                                                                                        | 1915 год—1932 год |                                      |  |
|                 | Куч-Бихар                                                               | Махараджа                                                               | Джитендра Нарайян                                                                                     | 1913 год—1922 год |                                      |  |
|                 | Лас Бела                                                                | Хан                                                                     | Камаль Хан                                                                                            | 1896 год—1921 год |                                      |  |
|                 | Лохару                                                                  | Наваб                                                                   | Амир-уд-Дин Ахмад-Хан                                                                                 | 1884 год—1920 год |                                      |  |
|                 | Лунавада                                                                | рана                                                                    | Вакхат Сингх                                                                                          | 1867 год—1929 год |                                      |  |
|                 | Майсур                                                                  | Махараджа                                                               | Кришнараджа Водеяр IV                                                                                 | 1894 год—1940 год |                                      |  |
|                 | Макран                                                                  | Сардар                                                                  | Междуцарствие                                                                                         | 1917 год—1922 год |                                      |  |
|                 | Малеркотла                                                              | Наваб                                                                   | Ахмад Али Хан                                                                                         | 1908 год—1947 год |                                      |  |
|                 | Манди                                                                   | Раджа                                                                   | Джогиндер Сен                                                                                         | 1913 год—1948 год |                                      |  |
|                 | Манипур                                                                 | Махараджа                                                               | Чурачандра Сингх                                                                                      | 1918 год—1941 год |                                      |  |
|                 | Марвар (Джодхпур)                                                       | махараджа                                                               | Сумер Сингх Умайд Сингх                                                                               | 1911 год—1918 год 1918 год—1947 год |                                      |  |
|                 | Мевар (Удайпур)                                                         | Махарана                                                                | Фатех Сингх                                                                                           | 1884 год—1930 год |                                      |  |
|                 | Морви                                                                   | Тхакур сахиб                                                            | Вагджи II Раваджи                                                                                     | 1870 год—1922 год |                                      |  |
|                 | Мудхол                                                                  | Раджа                                                                   | Малоджирао IV Радж Горпаде                                                                            | 1900 год—1937 год |                                      |  |
|                 | Набха                                                                   | Махараджа                                                               | Рипудаман Сингх                                                                                       | 1911 год—1928 год |                                      |  |
|                 | Наванагар                                                               | Джам сахеб                                                              | Ранджитсинхджи Вибхаджи II                                                                            | 1907 год—1933 год |                                      |  |
|                 | Нарсингхгарх                                                            | Раджа                                                                   | Арджун Сингх                                                                                          | 1896 год—1924 год |                                      |  |
|                 | Орчха                                                                   | Махараджа                                                               | Пратап Сингх                                                                                          | 1874 год—1930 год |                                      |  |
|                 | Паланпур                                                                | Наваб-сахиб                                                             | Шер Мохаммад Хан Талей Мухаммад Хан                                                                   | 1910 год—1918 год 1918 год—1947 год |                                      |  |
|                 | Панна                                                                   | Махараджа                                                               | Ядвендра Сингх Джудео                                                                                 | 1902 год—1947 год |                                      |  |
|                 | Патиала                                                                 | Махараджа                                                               | Бхупиндер Сингх                                                                                       | 1900 год—1938 год |                                      |  |
|                 | Порбандар                                                               | Махараджа сахиб                                                         | Натварсинхджи Бхавсинхджи                                                                             | 1918 год—1948 год |                                      |  |
|                 | Пратабгарх                                                              | Махарават                                                               | Рагхунат Сингх                                                                                        | 1890 год—1929 год |                                      |  |
|                 | Пудуккоттай                                                             | Раджа                                                                   | Мартанда Бхайрава Тондаймен                                                                           | 1886 год—1928 год |                                      |  |
|                 | Раджгарх                                                                | Раджа                                                                   | Бирендра Сингх                                                                                        | 1916 год—1936 год |                                      |  |
|                 | Раджпипла                                                               | Махарана                                                                | Виджайсинхджи                                                                                         | 1915 год—1948 год |                                      |  |
|                 | Радханпуа                                                               | Наваб                                                                   | Мохаммад Джалал ад-Дин Хан                                                                            | 1910 год—1936 год |                                      |  |
|                 | Рампур                                                                  | наваб                                                                   | Хамид Али Хан                                                                                         | 1889 год—1930 год |                                      |  |
|                 | Ратлам                                                                  | Раджа                                                                   | Саджан Сингх                                                                                          | 1893 год—1921 год |                                      |  |
|                 | Рева                                                                    | Махараджа                                                               | Венкатраман Раманудж Прасад Сингх Джу Део Гулаб Сингх Джу Део                                         | 1880 год—1918 год 1918 год—1946 год |                                      |  |
|                 | Савантвади                                                              | Раджа                                                                   | Кхем Савант V Бхонсле                                                                                 | 1913 год—1937 год |                                      |  |
|                 | Саилана                                                                 | Раджа                                                                   | Джашвант Сингх II                                                                                     | 1895 год—1919 год |                                      |  |
|                 | Самтхар                                                                 | Махараджа                                                               | Бир Сингх                                                                                             | 1896 год—1935 год |                                      |  |
|                 | Сангли                                                                  | Рао                                                                     | Чинтаман Рао II Дхунди                                                                                | 1903 год—1932 год |                                      |  |
|                 | Сват                                                                    | Вали                                                                    | Междуцарствие Мьянгул Абдул Вадуд                                                                     | 1878 год—1918 год 1918 год—1947 год |                                      |  |
|                 | Сирмур                                                                  | Махараджа                                                               | Амар Пракаш                                                                                           | 1911 год—1933 год |                                      |  |
|                 | Сирохи                                                                  | Махарао                                                                 | Кешри Сингх                                                                                           | 1889 год—1920 год |                                      |  |
|                 | Ситамау                                                                 | Раджа                                                                   | Радж Рам Сингх II                                                                                     | 1900 год—1947 год |                                      |  |
|                 | Сонепур                                                                 | Махараджа                                                               | Митродайя Сингх Део                                                                                   | 1902 год—1937 год |                                      |  |
|                 | Сукет                                                                   | Раджа                                                                   | Бхим Сен                                                                                              | 1908 год—1919 год |                                      |  |
|                 | Тонк                                                                    | Наваб                                                                   | Мухаммад Ибрагим Али Хан                                                                              | 1867 год—1930 год |                                      |  |
|                 | Траванкор                                                               | Махараджа                                                               | Мулам Тхирунал Рама Варма V                                                                           | 1885 год—1924 год |                                      |  |
|                 | Трипура                                                                 | Раджа                                                                   | Бирендра Кишор Маникья                                                                                | 1909 год—1919 год |                                      |  |
|                 | Фаридкот                                                                | Махараджа                                                               | Балбир Индар Сингх Хариндер Сингх                                                                     | 1906 год—1918 год 1918 год—1947 год |                                      |  |
|                 | Хаирпур                                                                 | Мир                                                                     | Имам Бакш Хан Талпур                                                                                  | 1909 год—1921 год |                                      |  |
|                 | Хайдарабад                                                              | Низам                                                                   | Асаф Джах VII                                                                                         | 1911 год—1948 год |                                      |  |
|                 | Харан                                                                   | Мир                                                                     | Хабибулла                                                                                             | 1911 год—1948 год |                                      |  |
|                 | Хиндол                                                                  | раджа                                                                   | Наба Кишор Чандра                                                                                     | 1906 год—1948 год |                                      |  |
|                 | Хунза                                                                   | мир                                                                     | Мохаммад Назим Хан                                                                                    | 1892 год—1938 год |                                      |  |
|                 | Чамба                                                                   | Раджа                                                                   | Бхури Сингх                                                                                           | 1904 год—1919 год |                                      |  |
|                 | Чаркхари                                                                | Махараджа                                                               | Ганга Сингх                                                                                           | 1914 год—1920 год |                                      |  |
|                 | Читрал                                                                  | мехтар                                                                  | Шуджа уль-Мульк                                                                                       | 1895 год—1936 год |                                      |  |
|                 | Чхатарпур                                                               | Махараджа                                                               | Вишванатх Сингх                                                                                       | 1895 год—1932 год |                                      |  |
|                 | Шахпура                                                                 | Раджа                                                                   | Нахар Сингх                                                                                           | 1870 год—1932 год |                                      |  |
|                 | Бруней (протекторат Великобритании)                                     | Бруней (протекторат Великобритании)                                     | Султан                                                                                                | Мухаммад Джамалуль Алам II | 1906 год—1924 год                    |  |
|                 | Бутан                                                                   | Бутан                                                                   | Король                                                                                                | Угьен Вангчук | 1907 год—1926 год                    |  |
|                 | Бухарский эмират                                                        | Бухарский эмират                                                        | Эмир                                                                                                  | Сеид Алим | 1910 год—1920 год                    |  |
|                 | Вьетнам (протекторат Франции Аннам)                                     | Вьетнам (протекторат Франции Аннам)                                     | Император                                                                                             | Нгуен Хоанг-тонг | 1916 год—1925 год                    |  |
|                 | Джебель-Шаммар                                                          | Джебель-Шаммар                                                          | Эмир                                                                                                  | Сауд ибн Абдулазиз аль-Рашид | 1908 год—1920 год                    |  |
|                 | Индонезийские султанаты                                                 |                                                                         | | |                                      |  |
|                 |                                                                         |                                                                         | | |                                      |  |
|                 | Бачан (протекторат Нидерландов)                                         | Султан                                                                  | Мухаммад Усман                                                                                        | 1900 год—1935 год |                                      |  |
|                 | Дели (протекторат Нидерландов)                                          | Султан                                                                  | Мамун аль-Рашид Перкаша Алам Шах                                                                      | 1873 год—1924 год |                                      |  |
|                 | Джокьякарта (протекторат Нидерландов)                                   | Султан                                                                  | Хаменгкубувоно VII                                                                                    | 1877 год—1921 год |                                      |  |
|                 | Мангкунегаран (протекторат Нидерландов)                                 | султан                                                                  | Мангкунегара VII                                                                                      | 1916 год—1944 год |                                      |  |
|                 | Понтианак (протекторат Нидерландов)                                     | Султан                                                                  | Мухаммад Алькадри                                                                                     | 1895 год—1944 год |                                      |  |
|                 | Саравак (протекторат Великобритании)                                    | Раджа                                                                   | Чарльз Вайнер Брук                                                                                    | 1917 год—1946 год |                                      |  |
|                 | Сиак (протекторат Нидерландов)                                          | Султан                                                                  | Зияриф Касим II                                                                                       | 1915 год—1949 год |                                      |  |
|                 | Суракарта (протекторат Нидерландов)                                     | Сусухунан                                                               | Пакубовоно X                                                                                          | 1893 год—1939 год |                                      |  |
|                 | Иран                                                                    | Иран                                                                    | Шах                                                                                                   | Ахмад-шах | 1909 год—1923 год                    |  |
| Премьер-министр | Иран                                                                    | Иран                                                                    | Абдул Маджид Мирза Эйн од-Довла Мирза Хасан-хан Мустовфи Саад ад-Даула Мирза Хасан-хан Восуг од-Довла | (1915 год, 1917 год—1918 год) (1910 год—1911 год, 1913 год—1915 год, 1915 год, 1918 год, 1923 год) (1911 год—1913 год, 1918 год) (1916 год—1917 год, 1918 год—1920 год) |                                      |  |
|                 | Йеменское королевство Независимость провозглашена 30 октября 1918 года. | Йеменское королевство Независимость провозглашена 30 октября 1918 года. | Король                                                                                                | Яхья бин Мухаммед Хамид-ад-Дин | 1918 год—1948 год                    |  |
|                 | Йеменские султанаты и шейхства (протекторат Великобритании Аден)        |                                                                         | | |                                      |  |
|                 |                                                                         | Алави                                                                   | Шейх                                                                                                  | Али ибн Насир аль-Алави | 1898 год—1920 год                    |  |
|                 | Акраби                                                                  | Шейх                                                                    | Аль-Фадль ибн Абдалла аль-Акраби                                                                      | 1905 год—1940 год |                                      |  |
|                 | Аудхали                                                                 | султан                                                                  | Аль-Касим ибн Хамид                                                                                   | 1900 год—1928 год |                                      |  |
|                 | Верхний Аулаки                                                          | Султан                                                                  | Салих ибн Абдалла                                                                                     | 1887 год—1935 год |                                      |  |
|                 | Верхняя Яфа                                                             | Султан                                                                  | Умар III бин Кахтан аль-Хархара                                                                       | 1913 год—1919 год |                                      |  |
|                 | Дали                                                                    | Эмир                                                                    | Насир I бин Шаиф аль-Амири                                                                            | 1911 год—1920 год |                                      |  |
|                 | Касири                                                                  | Султан                                                                  | Мансур ибн Галиб                                                                                      | 1880 год—1929 год |                                      |  |
|                 | Куайти                                                                  | Султан                                                                  | Галиб I ибн Авад аль-Куайти                                                                           | 1909 год—1922 год |                                      |  |
|                 | Лахедж                                                                  | Султан                                                                  | Абд аль-Карим II ибн Фадл                                                                             | 1915 год—1947 год |                                      |  |
|                 | Мафлахи                                                                 | Шейх                                                                    | Абд аль-Рахман ибн Аль-Касим аль-Саккаф                                                               | 1885 год—1920 год |                                      |  |
|                 | Махра                                                                   | Султан                                                                  | Абдаллах III бин Иса                                                                                  | 1907 год—1928 год |                                      |  |
|                 | Нижний Аулаки                                                           | Султан                                                                  | Абу Бакр II ибн Насир аль-Аулаки                                                                      | 1912 год—1924 год |                                      |  |
|                 | Нижняя Яфа                                                              | Султан                                                                  | Мухсин II ибн Али аль-Афифи                                                                           | 1916 год—1925 год |                                      |  |
|                 | Фадли                                                                   | Султан                                                                  | Хусайн I бин Ахмад                                                                                    | 1907 год—1924 год |                                      |  |
|                 | Хаушаби                                                                 | Султан                                                                  | Али II ибн Мани аль-Хаушаби                                                                           | 1904 год—1922 год |                                      |  |
|                 | Шаиб                                                                    | Шейх                                                                    | Мутаххар ибн Мани аль-Саклади                                                                         | 1915 год—1935 год |                                      |  |
|                 | Камбоджа (протекторат Франции)                                          | Камбоджа (протекторат Франции)                                          | Король                                                                                                | Сисоват I | 1904 год—1927 год                    |  |
|                 | Катар (протекторат Великобритании)                                      | Катар (протекторат Великобритании)                                      | Эмир                                                                                                  | Абдаллах бин Джасим Аль Тани | 1913 год—1949 год                    |  |
|                 | Китайская Республика                                                    | Китайская Республика                                                    | Президент                                                                                             | Фэн Гочжан (и. о.) Сюй Шичан | 1917 год—1918 год 1918 год—1922 год  |  |
| Премьер-министр | Китайская Республика                                                    | Китайская Республика                                                    | Ван Шичжэнь (и. о.) Цянь Нэнсюнь Дуань Цижуй                                                          | 1917 год—1918 год (1918 год, 1918 год—1919 год) (1917 год, 1918 год) |                                      |  |
|                 | Кувейт (протекторат Великобритании)                                     | Кувейт (протекторат Великобритании)                                     | Шейх                                                                                                  | Салем аль-Мубарак ас-Сабах (Салем I) | 1917 год—1921 год                    |  |
|                 | Луангпхабанг (протекторат Франции)                                      | Луангпхабанг (протекторат Франции)                                      | Король                                                                                                | Сисаванг Вонг | 1904 год—1945 год                    |  |
|                 | Малайские султанаты                                                     |                                                                         | | |                                      |  |
|                 |                                                                         | Джохор                                                                  | Султан                                                                                                | Ибрагим аль Масихур | 1895 год—1957 год                    |  |
|                 | Кедах (протекторат Великобритании)                                      | Султан                                                                  | Абдул Хамид Халим                                                                                     | 1881 год—1943 год |                                      |  |
|                 | Келантан (протекторат Великобритании)                                   | Султан                                                                  | Мухаммад IV                                                                                           | 1899 год—1920 год |                                      |  |
|                 | Негери-Сембилан (протекторат Великобритании)                            | Ямтуан бесар                                                            | Мухаммад                                                                                              | 1888 год—1933 год |                                      |  |
|                 | Паханг (протекторат Великобритании)                                     | Султан                                                                  | Абдулла I аль-Мутасим Биллах Шах                                                                      | 1917 год—1932 год |                                      |  |
|                 | Перак (протекторат Великобритании)                                      | Султан                                                                  | Абдул Джалил-шах Искандар-шах                                                                         | 1916 год—1918 год 1918 год—1938 год |                                      |  |
|                 | Перлис (протекторат Великобритании)                                     | Раджа                                                                   | Алва                                                                                                  | 1905 год—1943 год |                                      |  |
|                 | Селангор (протекторат Великобритании)                                   | Султан                                                                  | Алааддин Сулейман                                                                                     | 1898 год—1938 год |                                      |  |
|                 | Тренгану (протекторат Великобритании)                                   | Султан                                                                  | Зайнал Абидин III Мухаммад Шах II                                                                     | 1881 год—1918 год 1918 год—1920 год |                                      |  |
|                 | Мальдивы (протекторат Великобритании)                                   | Мальдивы (протекторат Великобритании)                                   | султан                                                                                                | Мухаммад Шамсуддин III | 1893 год, 1902 год—1934 год          |  |
|                 | Монголия                                                                | Монголия                                                                | Богдо-хан                                                                                             | Богдо-гэгэн VIII | 1911 год—1924 год                    |  |
| Премьер-министр | Монголия                                                                | Монголия                                                                | Тугс-Очирын Намнансурэн                                                                               | 1912 год—1919 год |                                      |  |
|                 | Непал                                                                   | Непал                                                                   | Король                                                                                                | Трибхуван | 1911 год—1955 год                    |  |
| Премьер-министр | Непал                                                                   | Непал                                                                   | Чандра Шамшер Рана                                                                                    | 1901 год—1929 год |                                      |  |
|                 | Неджд и Хаса                                                            | Неджд и Хаса                                                            | Эмир                                                                                                  | Абдул-Азиз Аль Сауд | 1902 год—1926 год                    |  |
|                 | Оман (протекторат Великобритании)                                       | Оман (протекторат Великобритании)                                       | Султан                                                                                                | Теймур бин Фейсал | 1913 год—1932 год                    |  |
|                 | Османская империя                                                       | Османская империя                                                       | Султан                                                                                                | Мехмед V Мехмед VI | 1909 год—1918 год 1918 год—1922 год  |  |
|                 | Сиам (Раттанакосин)                                                     | Сиам (Раттанакосин)                                                     | Король                                                                                                | Рама VI (Вачиравуд) | 1910 год—1925 год                    |  |
|                 | Сикким (протекторат Великобритании)                                     | Сикким (протекторат Великобритании)                                     | Чогьял                                                                                                | Таши Намгьял | 1914 год—1963 год                    |  |
|                 | Тибет (протекторат Китая)                                               | Тибет (протекторат Китая)                                               | далай-лама                                                                                            | Тхуптэн Гьяцо (Далай-лама XIII) | 1879 год—1933 год                    |  |
|                 | Хивинское ханство (Хорезм)                                              | Хивинское ханство (Хорезм)                                              | Хан                                                                                                   | Асфандияр Саид Абдулла | 1910 год—1918 год 1918 год—1920 год  |  |
|                 | Хиджаз                                                                  | Хиджаз                                                                  | Король                                                                                                | Хусейн ибн Али аль-Хашими | 1916 год—1924 год                    |  |
|                 | Япония                                                                  | Япония                                                                  | Император                                                                                             | Ёсихито (император Тайсё) | 1912 год—1926 год                    |  |
| Премьер-министр | Япония                                                                  | Япония                                                                  | Тэраути Масатакэ Хара Такаси                                                                          | 1916 год—1918 год 1918 год—1921 год |                                      |  |

## Африка
| Флаг               | Страна                                  | Страна                                  | Должность             | Имя                         | Начало и конец срока | Фото |
| ------------------ | --------------------------------------- | --------------------------------------- | --------------------- | --------------------------- | -------------------- | ---- |
|                    | Аусса                                   | Аусса                                   | султан                | Яйо ибн Мухаммад            | 1902 год—1927 год    |      |
|                    | Буганда (протекторат Великобритании)    | Буганда (протекторат Великобритании)    | кабака                | Дауди Чва II                | 1897 год—1939 год    |      |
|                    | Бурунди (протекторат Германии)          | Бурунди (протекторат Германии)          | Мвами (король)        | Мвамбутса IV                | 1915 год—1966 год    |      |
|                    | Варсангали (протекторат Великобритании) | Варсангали (протекторат Великобритании) | султан                | Мухаммад Али Шир            | 1897 год—1920 год    |      |
|                    | Дервишей государство                    | Дервишей государство                    | Эмир                  | Саид Мохаммед Абдилле Хасан | 1899 год—1920 год    |      |
|                    | Джимма                                  | Джимма                                  | король                | Абба Джифар II              | 1878 год—1932 год    |      |
|                    | Египет (протекторат Великобритании)     | Египет (протекторат Великобритании)     | Султан                | Фуад I                      | 1917 год—1922 год    |      |
| Премьер-министр    | Египет (протекторат Великобритании)     | Египет (протекторат Великобритании)     | Хусейн Рушди-паша     | 1914 год—1919 год           |                      |      |
|                    | Занзибар (протекторат Великобритании)   | Занзибар (протекторат Великобритании)   | Султан                | Халифа ибн Харуб            | 1911 год—1960 год    |      |
|                    | Либерия                                 | Либерия                                 | Президент             | Даниэль Ховард              | 1912 год—1920 год    |      |
|                    | Маджиртин (протекторат Италии)          | Маджиртин (протекторат Италии)          | султан                | Кисмаан II Осман Махмуд     | 1860 год—1927 год    |      |
|                    | Марокко                                 | Марокко                                 | Султан                | Мулай Юсуф                  | 1912 год—1927 год    |      |
|                    | Руанда (протекторат Германии)           | Руанда (протекторат Германии)           | мвами                 | Юхи V                       | 1896 год—1931 год    |      |
|                    | Салум (протекторат Франции)             | Салум (протекторат Франции)             | маад                  | Гори Тьори Диуф             | 1913 год—1919 год    |      |
|                    | Свазиленд (протекторат Великобритании)  | Свазиленд (протекторат Великобритании)  | нгвеньяма (король)    | Собуза II                   | 1899 год—1982 год    |      |
|                    | Тунис (протекторат Франции)             | Тунис (протекторат Франции)             | Бей                   | Мухаммад V ан-Насир         | 1906 год—1922 год    |      |
|                    | Эфиопия                                 | Эфиопия                                 | Императрица           | Заудиту                     | 1916 год—1930 год    |      |
| Премьер-министр    | Эфиопия                                 | Эфиопия                                 | Хабте Гиоргис Динагде | 1909 год—1927 год           |                      |      |
|                    | Южно-Африканский Союз                   | Южно-Африканский Союз                   | Король                | Георг VI                    | 1910 год—1936 год    |      |
| Генерал-губернатор | Южно-Африканский Союз                   | Южно-Африканский Союз                   | Сидней Баксон         | 1914 год—1920 год           |                      |      |
| Премьер-министр    | Южно-Африканский Союз                   | Южно-Африканский Союз                   | Луис Бота             | 1910 год—1919 год           |                      |      |

## Европа
| Флаг | Страна | Страна                                                                                                   | Должность                                                                  | Имя | Начало и конец срока                                                  | Фото |
| --- | --- | --- | -------------------------------------------------------------------------- | --- | --------------------------------------------------------------------- | ---- |
| | Австро-Венгрия | Австро-Венгрия                                                                                           | Император                                                                  | Карл I | 1916 год—1918 год                                                     |      |
| В 1918 году империя распалась после поражения в Первой мировой войне | Австро-Венгрия | Австро-Венгрия                                                                                           |                                                                            | |                                                                       |      |
| | Азербайджанская Демократическая Республика Независимость провозглашена 28 мая 1918 года.                             | Азербайджанская Демократическая Республика Независимость провозглашена 28 мая 1918 года.                 | Председатель Национального Совета                                          | Мамед Эмин Расулзаде | 1918 год                                                              |      |
| Председатель Совета министров | Азербайджанская Демократическая Республика Независимость провозглашена 28 мая 1918 года.                             | Азербайджанская Демократическая Республика Независимость провозглашена 28 мая 1918 года.                 | Фатали Хан Хойский                                                         | 1918 год—1919 год |                                                                       |      |
| | Албания | Албания                                                                                                  | Премьер-министр                                                            | Турхан-паша Пермети | 1914 год, 1918 год—1920 год                                           |      |
| Флаг Андорры | Андорра | Андорра                                                                                                  | Соправители                                                                | Раймон Пуанкаре, Президент Франции | 1913 год—1920 год                                                     |      |
| Флаг Андорры | Андорра | Андорра                                                                                                  | Соправители                                                                | Хуан Батиста Бенльок-и-Виво, Епископ Урхельский | 1906 год—1919 год                                                     |      |
| | Республика Армения Независимость провозглашена 28 мая 1918 года.                                                     | Республика Армения Независимость провозглашена 28 мая 1918 года.                                         | Председатель Национального Совета                                          | Ованес Каджазнуни | 1918 год—1919 год                                                     |      |
| | Белорусская народная республика Независимость провозглашена 25 марта 1918 года.                                      | Белорусская народная республика Независимость провозглашена 25 марта 1918 года.                          | Председатель Рады                                                          | Ян Середа Иосиф Лёсик | 1918 год 1918 год                                                     |      |
| Премьер-министр | Белорусская народная республика Независимость провозглашена 25 марта 1918 года.                                      | Белорусская народная республика Независимость провозглашена 25 марта 1918 года.                          | Иосиф Воронко Роман Скирмунт Ян Середа                                     | 1918 год 1918 год 1918 год |                                                                       |      |
| В 1918 году упразднена, провозглашена Социалистическая Советская Республика Белоруссия в составе Российской Советской Республики                                                                                             | Белорусская народная республика Независимость провозглашена 25 марта 1918 года.                                      | Белорусская народная республика Независимость провозглашена 25 марта 1918 года.                          |                                                                            | |                                                                       |      |
| Флаг Бельгии | Бельгия | Бельгия                                                                                                  | Король                                                                     | Альберт I | 1909 год—1934 год                                                     |      |
| Флаг Бельгии | Бельгия | Бельгия                                                                                                  | Премьер-министр                                                            | Шарль де Броквиль Жерар Кореман Леон Делакруа | (1911 год—1918 год, 1932 год—1934 год) 1918 год 1918 год—1920 год     |      |
| | Болгария | Болгария                                                                                                 | Царь                                                                       | Фердинанд I Борис III | 1908 год—1918 год 1918 год—1943 год                                   |      |
| Премьер-министр | Болгария | Болгария                                                                                                 | Васил Радославов Александр Малинов Теодор Теодоров                         | (1886 год—1887 год, 1913 год—1918 год) (1908 год—1911 год, 1918 год, 1931 год) 1918 год—1919 год                                                                                                   |                                                                       |      |
| | Великобритания и Ирландия                                                                                            | Великобритания и Ирландия                                                                                | Король                                                                     | Георг V | 1910 год—1936 год                                                     |      |
| Премьер-министр | Великобритания и Ирландия                                                                                            | Великобритания и Ирландия                                                                                | Дэвид Ллойд Джордж                                                         | 1916 год—1922 год |                                                                       |      |
| | Венгерская народная республика Независимость провозглашена 16 ноября 1918 года.                                      | Венгерская народная республика Независимость провозглашена 16 ноября 1918 года.                          | Президент                                                                  | Михай Каройи | 1918 год—1919 год                                                     |      |
| Премьер-министр | Венгерская народная республика Независимость провозглашена 16 ноября 1918 года.                                      | Венгерская народная республика Независимость провозглашена 16 ноября 1918 года.                          | Михай Каройи                                                               | 1918 год—1919 год |                                                                       |      |
| Флаг Австрии | Германская Австрия Государство образовано 12 ноября 1918 года.                                                       | Германская Австрия Государство образовано 12 ноября 1918 года.                                           | Федеральный президент                                                      | Карл Зейц | 1918 год—1920 год                                                     |      |
| Флаг Австрии | Германская Австрия Государство образовано 12 ноября 1918 года.                                                       | Германская Австрия Государство образовано 12 ноября 1918 года.                                           | Федеральный канцлер                                                        | Карл Реннер | 1918 год—1920 год, 1945 год                                           |      |
| | Германская империя Германское государство (Веймарская республика)                                                    | Германская империя Германское государство (Веймарская республика)                                        | Император                                                                  | Вильгельм II | 1888 год—1918 год                                                     |      |
| В 1918 году в результате Ноябрьской революции империя была упразднена и заменена Веймарской республикой; во всех германских государствах правители отреклись от тронов, и они вошли в Веймарскую республику на правах земель | Германская империя Германское государство (Веймарская республика)                                                    | Германская империя Германское государство (Веймарская республика)                                        |                                                                            | |                                                                       |      |
| Рейхсканцлер | Германская империя Германское государство (Веймарская республика)                                                    | Германская империя Германское государство (Веймарская республика)                                        | Георг фон Гертлинг Максимилиан Баденский Фридрих Эберт                     | 1917 год—1918 год 1918 год 1918 год—1919 год |                                                                       |      |
| | | Ангальт                                                                                                  | герцог                                                                     | Фридрих II | 1904 год—1918 год                                                     |      |
| | Бавария | Король                                                                                                   | Людвиг III                                                                 | 1913 год—1918 год |                                                                       |      |
| | Баден | Великий герцог                                                                                           | Фридрих II                                                                 | 1907 год—1918 год |                                                                       |      |
| | Брауншвейг | Герцог                                                                                                   | Эрнст Август                                                               | 1913 год—1918 год |                                                                       |      |
| | Вальдек-Пирмонт | Князь | Фридрих                                                                    | 1893 год—1918 год |                                                                       |      |
| | Вюртемберг | Король                                                                                                   | Вильгельм II                                                               | 1891 год—1918 год |                                                                       |      |
| | Гессен | Великий герцог                                                                                           | Эрнст Людвиг                                                               | 1892 год—1918 год |                                                                       |      |
| | Мекленбург-Стрелиц                                                                                                   | Великий герцог                                                                                           | Адольф Фридрих VI                                                          | 1914 год—1918 год |                                                                       |      |
| | Мекленбург-Шверин | Великий герцог                                                                                           | Фридрих Франц IV                                                           | 1897 год—1918 год |                                                                       |      |
| | Ольденбург | Великий герцог                                                                                           | Фридрих Август II                                                          | 1900 год—1918 год |                                                                       |      |
| | Пруссия | Король                                                                                                   | Вильгельм II                                                               | 1888 год—1918 год |                                                                       |      |
| | Рейсс-Гера | Князь | Генрих XXVII                                                               | 1913 год—1918 год |                                                                       |      |
| | Рейсс-Грейц | Князь | Генрих XXIV                                                                | 1902 год—1918 год |                                                                       |      |
| | Саксония | Король                                                                                                   | Фридрих Август III                                                         | 1904 год—1918 год |                                                                       |      |
| | Саксен-Альтенбург | Герцог                                                                                                   | Эрнст II                                                                   | 1908 год—1918 год |                                                                       |      |
| | Саксен-Веймар-Эйзенах                                                                                                | Великий герцог                                                                                           | Вильгельм Эрнст                                                            | 1901 год—1918 год |                                                                       |      |
| | Саксен-Кобург-Гота                                                                                                   | Герцог                                                                                                   | Карл Эдуард                                                                | 1900 год—1918 год |                                                                       |      |
| | Саксен-Мейнинген | Герцог                                                                                                   | Бернгард III                                                               | 1914 год—1918 год |                                                                       |      |
| | Шаумбург-Липпе | Князь | Адольф II                                                                  | 1911 год—1918 год |                                                                       |      |
| | Шварцбург-Зондерсгаузен                                                                                              | Князь | Гюнтер Виктор                                                              | 1909 год—1918 год |                                                                       |      |
| | Шварцбург-Рудольштадт                                                                                                | Князь | Гюнтер Виктор                                                              | 1890 год—1918 год |                                                                       |      |
| | Горская республика                                                                                                   | Горская республика                                                                                       | Председатель Центрального комитета                                         | Тапа Чермоев Пшемахо Коцев | 1917 год—1918 год 1918 год—1919 год                                   |      |
| | Греция | Греция                                                                                                   | Король                                                                     | Александр I | 1917 год—1920 год                                                     |      |
| Премьер-министр | Греция | Греция                                                                                                   | Элефтериос Венизелос                                                       | 1910 год—1915 год, 1915 год, 1917 год—1920 год, 1924 год, 1928 год—1932 год, 1932 год, 1933 год |                                                                       |      |
| | Грузинская демократическая республика Независимость провозглашена 26 марта 1918 года.                                | Грузинская демократическая республика Независимость провозглашена 26 марта 1918 года.                    | Председатель правительства                                                 | Ной Ромишвили Ной Жордания | 1918 год 1918 год—1921 год                                            |      |
| Флаг Дании | Дания | Дания | Король                                                                     | Кристиан X | 1912 год—1947 год                                                     |      |
| Флаг Дании | Дания | Дания | Премьер-министр                                                            | Карл Теодор Сале | 1909 год—1910 год, 1913 год—1920 год                                  |      |
| | Закавказская демократическая федеративная республика Независимость провозглашена 22 апреля 1918 года.                | Закавказская демократическая федеративная республика Независимость провозглашена 22 апреля 1918 года.    | Председатель Закавказского Сейма                                           | Николай Чхеидзе | 1918 год                                                              |      |
| В 1918 году разделена на Грузинскую демократическую республику, Азербайджанскую Демократическую Республику и Республику Армению                                                                                              | Закавказская демократическая федеративная республика Независимость провозглашена 22 апреля 1918 года.                | Закавказская демократическая федеративная республика Независимость провозглашена 22 апреля 1918 года.    |                                                                            | |                                                                       |      |
| | Исландия | Исландия                                                                                                 | Король                                                                     | Кристиан X | 1918 год—1944 год                                                     |      |
| Премьер-министр | Исландия | Исландия                                                                                                 | Йоун Магнуссон                                                             | 1918 год—1922 год, 1924 год—1926 год |                                                                       |      |
| | Испания | Испания                                                                                                  | Король                                                                     | Альфонсо XIII | 1886 год—1931 год                                                     |      |
| Премьер-министр | Испания | Испания                                                                                                  | Мануэль Гарсия Прието Антонио Маура Альваро де Фигероа-и-Торрес            | (1917 год, 1917 год—1918 год, 1918 год, 1922 год—1923 год) (1903 год—1904 год, 1907 год—1909 год, 1918 год, 1919 год, 1921 год—1922 год) (1912 год—1913 год, 1915 год—1917 год, 1918 год—1919 год) |                                                                       |      |
| | Италия | Италия                                                                                                   | Король                                                                     | Виктор Эммануил III | 1900 год—1946 год                                                     |      |
| Премьер-министр | Италия | Италия                                                                                                   | Витторио Эмануэле Орландо                                                  | 1917 год—1919 год |                                                                       |      |
| | Кубанская народная республика Непризнанное государство. Независимость провозглашена 28 января 1918 года.             | Кубанская народная республика Непризнанное государство. Независимость провозглашена 28 января 1918 года. | Атаман                                                                     | Александр Филимонов | 1918 год—1919 год                                                     |      |
| Глава правительства | Кубанская народная республика Непризнанное государство. Независимость провозглашена 28 января 1918 года.             | Кубанская народная республика Непризнанное государство. Независимость провозглашена 28 января 1918 года. | Лука Быч Филипп Сушков                                                     | 1918 год, (1918 год—1919 год, 1919 год—1920 год) |                                                                       |      |
| | Латвийская Республика Независимость провозглашена 18 ноября 1918 года.                                               | Латвийская Республика Независимость провозглашена 18 ноября 1918 года.                                   | Председатель Народного Совета                                              | Янис Чаксте | 1918 год—1920 год                                                     |      |
| Председатель Временного правительства | Латвийская Республика Независимость провозглашена 18 ноября 1918 года.                                               | Латвийская Республика Независимость провозглашена 18 ноября 1918 года.                                   | Карлис Улманис                                                             | 1918 год—1920 год |                                                                       |      |
| Латвийская социалистическая советская республика Образована на части территории Лавтии 17 декабря 1918 года. | Латвийская социалистическая советская республика Образована на части территории Лавтии 17 декабря 1918 года.         | Председатель Совета народных комиссаров                                                                  | Пётр Стучка                                                                | 1918 год—1920 год |                                                                       |      |
| | Литва Независимость провозглашена 16 февраля 1918 года.                                                              | Литва Независимость провозглашена 16 февраля 1918 года.                                                  | Премьер-министр                                                            | Аугустинас Вольдемарас Миколас Слежявичюс | (1918 год, 1926 год—1929 год) (1918 год—1919 год, 1919 год, 1926 год) |      |
| | Лихтенштейн | Лихтенштейн                                                                                              | Князь                                                                      | Иоганн II | 1858 год—1929 год                                                     |      |
| Флаг Люксембурга | Люксембург | Люксембург                                                                                               | Великая герцогиня                                                          | Мария Аделаида | 1912 год—1919 год                                                     |      |
| Флаг Люксембурга | Люксембург | Люксембург                                                                                               | Премьер-министр                                                            | Леон Мишель Кауфман Эмиль Ройтер | 1917 год—1918 год 1918 год—1925 год                                   |      |
| Флаг Монако | Монако | Монако                                                                                                   | Князь                                                                      | Альбер I | 1889 год—1922 год                                                     |      |
| Флаг Монако | Монако | Монако                                                                                                   | Премьер-министр                                                            | Жорж Жалюстр | 1918 год—1919 год                                                     |      |
| Флаг Нидерландов | Нидерланды | Нидерланды                                                                                               | Королева                                                                   | Вильгельмина | 1890 год—1948 год                                                     |      |
| Флаг Нидерландов | Нидерланды | Нидерланды                                                                                               | Премьер-министр                                                            | Питер Корт ван дер Линден Шарль Рёйс де Беренбрук | 1913 год—1918 год (1918 год—1925 год, 1929 год—1933 год)              |      |
| Флаг Норвегии | Норвегия | Норвегия                                                                                                 | Король                                                                     | Хокон VII | 1905 год—1957 год                                                     |      |
| Флаг Норвегии | Норвегия | Норвегия                                                                                                 | Премьер-министр                                                            | Онон Гунериус Кнудсен | 1908 год—1910 год, 1913 год—1920 год                                  |      |
| Флаг Польши | Польша | Польша                                                                                                   | Начальник государства                                                      | Юзеф Пилсудский | 1918 год—1922 год                                                     |      |
| Флаг Польши | Польша | Польша                                                                                                   | Премьер-министр                                                            | Енджей Морачевский | 1918 год—1919 год                                                     |      |
| | Португалия | Португалия                                                                                               | Президент                                                                  | Сидониу Паиш Жуан ду Канту-и-Каштру | 1917 год—1918 год 1918 год—1919 год                                   |      |
| Премьер-министр | Португалия | Португалия                                                                                               | Сидониу Паиш Жуан ду Канту-и-Каштру Жуан Тамажнини де Соза Барбоза         | 1917 год—1918 год 1918 год 1918 год—1919 год |                                                                       |      |
| | Российская Советская Республика                                                                                      | Российская Советская Республика                                                                          | Председатель ВЦИК                                                          | Яков Свердлов | 1917 год—1919 год                                                     |      |
| Председатель Совета народных комиссаров | Российская Советская Республика                                                                                      | Российская Советская Республика                                                                          | Владимир Ленин                                                             | 1917 год—1924 год |                                                                       |      |
| Российское государство Частично признанное государство. Провозглашено 23 сентября 1918 года. | Российское государство Частично признанное государство. Провозглашено 23 сентября 1918 года.                         | Верховный правитель России                                                                               | Александр Колчак                                                           | 1918 год—1920 год |                                                                       |      |
| Российское государство Частично признанное государство. Провозглашено 23 сентября 1918 года. | Российское государство Частично признанное государство. Провозглашено 23 сентября 1918 года.                         | Председатель Совета министров                                                                            | Пётр Вологодский                                                           | 1918 год—1919 год |                                                                       |      |
| | | Алашская автономия                                                                                       | Председатель правительства                                                 | Алихан Букейханов | 1917 год—1920 год                                                     |      |
| | Закавказский комиссариат                                                                                             | Председатель                                                                                             | Евгений Гегечкори                                                          | 1917 год—1918 год |                                                                       |      |
| В 1918 году преобразован в независимую Закавказскую демократическую федеративную республику | | |                                                                            | |                                                                       |      |
| | Крымская народная республика                                                                                         | Глава Директории                                                                                         | Номан Челебиджихан                                                         | 1917 год—1918 год |                                                                       |      |
| В 1918 году упразднена, провозглашена Социалистическая советская республика Тавриды как часть Российской Советской Республики                                                                                                | | |                                                                            | |                                                                       |      |
| | Молдавская демократическая республика                                                                                | Президент                                                                                                | Ион Инкулец                                                                | 1917 год—1918 год |                                                                       |      |
| Глава правительства | Молдавская демократическая республика                                                                                | Пантелеймон Ерхан Думитру Чугуряну Петру Казаку                                                          | 1917 год—1918 год 1918 год 1918 год                                        | |                                                                       |      |
| В 1918 году вошла в состав Королевства Румыния | Молдавская демократическая республика                                                                                | |                                                                            | |                                                                       |      |
| | Туркестанская автономия                                                                                              | Премьер-министр                                                                                          | Мустафа Шокай                                                              | 1917 год—1918 год |                                                                       |      |
| В 1918 году упразднена, провозглашена Туркестанская Автономная Социалистическая Советская Республика в составе Российской Советской Республики                                                                               | | |                                                                            | |                                                                       |      |
| | Украинская Народная Республика                                                                                       | Председатель Центральной рады                                                                            | Михаил Грушевский                                                          | 1917 год—1918 год |                                                                       |      |
| В 1918 году ликвидирован, провозглашена независимая Украинская держава | | |                                                                            | |                                                                       |      |
| | Румыния | Румыния                                                                                                  | Король                                                                     | Фердинанд I | 1914 год—1927 год                                                     |      |
| Премьер-министр | Румыния | Румыния                                                                                                  | Ионел Брэтиану Александру Авереску Александру Маргиломан Константин Коандэ | (1909 год—1911 год, 1914 год—1918 год, 1918 год—1919 год, 1922 год—1926 год, 1927 год) (1918 год, 1920 год—1921 год, 1926 год—1927 год) 1918 год 1918 год                                          |                                                                       |      |
| Флаг Сан-Марино | Сан-Марино | Сан-Марино                                                                                               | Капитаны-регенты                                                           | Анджело Манцони Боргези и Джузеппе Бальдуччи Ферруччо Мартелли и Эрменеджильдо Муларони Протоджене Беллони и Франческо Морри                                                                       | 1917 год—1918 год 1918 год 1918 год—1919 год                          |      |
| | Святой Престол | Святой Престол                                                                                           | Папа                                                                       | Бенедикт XV | 1914 год—1922 год                                                     |      |
| | Сербия | Сербия                                                                                                   | Король                                                                     | Пётр I Карагеоргиевич | 1903 год—1918 год                                                     |      |
| В 1918 году объединилось с королевством Черногория, королевством Хорватия и Славония, королевством Далмация, кондоминиумом Босния и Герцеговина и герцогством Крайна в Королевство сербов, хорватов и словенцев              | Сербия | Сербия                                                                                                   |                                                                            | |                                                                       |      |
| | Королевство сербов, хорватов и словенцев Образовано 1 декабря 1918 года.                                             | Королевство сербов, хорватов и словенцев Образовано 1 декабря 1918 года.                                 | Король                                                                     | Пётр I Карагеоргиевич | 1918 год—1921 год                                                     |      |
| Премьер-министр | Королевство сербов, хорватов и словенцев Образовано 1 декабря 1918 года.                                             | Королевство сербов, хорватов и словенцев Образовано 1 декабря 1918 года.                                 | Никола Пашич Стоян Протич                                                  | (1918 год, 1921 год—1924 год, 1924 год—1926 год) (1918 год—1919 год, 1920 год) |                                                                       |      |
| | Украинская держава                                                                                                   | Украинская держава                                                                                       | Гетман всея Украины                                                        | Павел Скоропадский | 1918 год                                                              |      |
| Украинская Народная Республика Частично признанное государство. Независимость провозглашена 9 (22) января 1918 года. | Украинская Народная Республика Частично признанное государство. Независимость провозглашена 9 (22) января 1918 года. | Председатель Директории                                                                                  | Владимир Винниченко                                                        | 1918 год—1919 год |                                                                       |      |
| Украинская Народная Республика Частично признанное государство. Независимость провозглашена 9 (22) января 1918 года. | Украинская Народная Республика Частично признанное государство. Независимость провозглашена 9 (22) января 1918 года. | Председатель Совета министров                                                                            | Владимир Чеховский                                                         | 1918 год—1919 год |                                                                       |      |
| | Финляндия | Финляндия                                                                                                | Король                                                                     | Фредрик Каарле | 1918 год                                                              |      |
| Премьер-министр | Финляндия | Финляндия                                                                                                | Пер Эвинд Свинхувуд Юхо Кусти Паасикиви Лаури Ингман                       | 1917 год—1918 год (1918 год, 1944 год—1946 год) (1918 год—1919 год, 1924 год—1925 год) |                                                                       |      |
| | Франция | Франция                                                                                                  | Президент                                                                  | Раймон Пуанкаре | 1913 год—1920 год                                                     |      |
| Премьер-министр | Франция | Франция                                                                                                  | Жорж Клемансо                                                              | 1917 год—1920 год |                                                                       |      |
| | Черногория | Черногория                                                                                               | Король                                                                     | Никола I Петрович | 1910 год—1918 год                                                     |      |
| В 1918 году объединилось с королевством Черногория, королевством Хорватия и Славония, королевством Далмация, кондоминиумом Босния и Герцеговина и герцогством Крайна в Королевство сербов, хорватов и словенцев              | Черногория | Черногория                                                                                               |                                                                            | |                                                                       |      |
| | Чехословакия | Чехословакия                                                                                             | Президент                                                                  | Томаш Масарик | 1918 год—1935 год                                                     |      |
| Премьер-министр | Чехословакия | Чехословакия                                                                                             | Карел Крамарж                                                              | 1918 год—1919 год |                                                                       |      |
| Флаг Швейцарии | Швейцария | Швейцария                                                                                                | Президент                                                                  | Феликс-Луи Калондер | 1918 год                                                              |      |
| | Швеция | Швеция                                                                                                   | Король                                                                     | Густав V | 1907 год—1950 год                                                     |      |
| Премьер-министр | Швеция | Швеция                                                                                                   | Нильс Эден                                                                 | 1917 год—1920 год |                                                                       |      |
| | Эстонская Республика Независимость провозглашена 24 февраля 1918 года.                                               | Эстонская Республика Независимость провозглашена 24 февраля 1918 года.                                   | Премьер-министр                                                            | Константин Пятс | 1918 год—1919 год, 1934 год—1937 год                                  |      |
| Эстляндская трудовая коммуна Образовано на части территории Эстонии 29 ноября 1918 года. | Эстляндская трудовая коммуна Образовано на части территории Эстонии 29 ноября 1918 года.                             | Председатель                                                                                             | Ян Анвельт                                                                 | 1918 год—1919 год |                                                                       |      |

## Океания
| Флаг                | Страна                             | Должность             | Имя                              | Начало и конец срока                | Фото |
| ------------------- | ---------------------------------- | --------------------- | -------------------------------- | ----------------------------------- | ---- |
|                     | Австралия                          | Король                | Георг V                          | 1910 год—1936 год                   |      |
| Генерал-губернатор  | Австралия                          | Роналд Мунро-Фергюсон | 1914 год—1920 год                |                                     |      |
| Премьер-министр     | Австралия                          | Уильям Моррис Хьюз    | 1915 год—1923 год                |                                     |      |
| Флаг Новой Зеландии | Новая Зеландия                     | Король                | Георг V                          | 1910 год—1936 год                   |      |
| Флаг Новой Зеландии | Новая Зеландия                     | Губернатор            | Артур Фулджем                    | 1912 год—1920 год                   |      |
| Флаг Новой Зеландии | Новая Зеландия                     | Премьер-министр       | Уильям Мэсси                     | 1912 год—1925 год                   |      |
| Флаг Тонги          | Тонга (протекторат Великобритании) | Король                | Джордж Тупоу II Салоте Тупоу III | 1893 год—1918 год 1918 год—1965 год |      |
| Флаг Тонги          | Тонга (протекторат Великобритании) | Премьер               | Тевита Туʻивакано                | 1912 год—1923 год                   |      |

## Северная и Центральная Америка
| Флаг               | Страна                    | Должность          | Имя                                                                   | Начало и конец срока                                                                             | Фото |
| ------------------ | ------------------------- | ------------------ | --------------------------------------------------------------------- | ------------------------------------------------------------------------------------------------ | ---- |
|                    | Гаити                     | Президент          | Филипп Сюдре Дартигенав                                               | 1915 год—1922 год                                                                                |      |
| Флаг Гватемалы     | Гватемала                 | Президент          | Мануэль Эстрада Кабрера                                               | 1898 год—1920 год                                                                                |      |
| Флаг Гондураса     | Гондурас                  | Президент          | Франсиско Бертран Бараона                                             | 1911 год—1912 год, 1913 год—1919 год                                                             |      |
|                    | Канада                    | Король             | Георг V                                                               | 1910 год—1936 год                                                                                |      |
| Генерал-губернатор | Канада                    | Виктор Кавендиш    | 1916 год—1921 год                                                     |                                                                                                  |      |
| Премьер-министр    | Канада                    | Роберт Лэрд Борден | 1911 год—1920 год                                                     |                                                                                                  |      |
|                    | Коста-Рика                | Президент          | Федерико Тиноко Гранадос                                              | 1917 год—1919 год                                                                                |      |
|                    | Куба                      | Президент          | Марио Гарсиа Менокаль                                                 | 1913 год—1921 год                                                                                |      |
|                    | Мексика                   | Президент          | Венустиано Карранса                                                   | 1917 год—1920 год                                                                                |      |
|                    | Никарагуа                 | Президент          | Эмилиано Чаморро Варгас                                               | 1917 год—1921 год, 1926 год                                                                      |      |
|                    | Панама                    | Президент          | Рамон Максимилиано Вальдес Сиро Луис Урриола (и. о.) Белисарио Поррас | 1916 год—1918 год 1918 год (1912 год—1916 год, 1918 год—1920 год, 1920 год—1924 год)             |      |
| Флаг Сальвадора    | Сальвадор                 | Президент          | Карлос Мелендес Альфонсо Киньонес Молина (и. о.)                      | (1913 год—1914 год, 1915 год—1918 год) (1914 год—1915 год, 1918 год—1919 год, 1923 год—1927 год) |      |
|                    | Соединённые Штаты Америки | Президент          | Вудро Вильсон                                                         | 1913 год—1921 год                                                                                |      |

## Южная Америка
| Флаг           | Страна    | Должность | Имя                                    | Начало и конец срока                           | Фото |
| -------------- | --------- | --------- | -------------------------------------- | ---------------------------------------------- | ---- |
| Флаг Аргентины | Аргентина | Президент | Иполито Иригойен                       | 1916 год—1922 год, 1928 год—1930 год           |      |
| Флаг Боливии   | Боливия   | Президент | Хосе Гутьеррес Герра                   | 1917 год—1920 год                              |      |
|                | Бразилия  | Президент | Венсеслау Брас Делфин Морейра          | 1914 год—1918 год 1918 год—1919 год            |      |
|                | Венесуэла | Президент | Викторино Маркес Бустильос             | 1914 год—1922 год                              |      |
| Флаг Колумбии  | Колумбия  | Президент | Хосе Висенте Конча Марко Фидель Суарес | 1914 год—1918 год 1918 год—1921 год            |      |
|                | Парагвай  | Президент | Мануэль Франко                         | 1916 год—1919 год                              |      |
|                | Перу      | Президент | Хосе Пардо-и-Барреда                   | 1904 год—1908 год, 1915 год—1919 год           |      |
| Флаг Уругвая   | Уругвай   | Президент | Фелисиано Виера                        | 1915 год—1919 год                              |      |
| Флаг Чили      | Чили      | Президент | Хуан Луис Санфуэнтес                   | 1915 год—1920 год                              |      |
| Флаг Эквадора  | Эквадор   | Президент | Альфредо Бакерисо                      | 1912 год, 1916 год—1920 год, 1931 год—1932 год |      |

## Комментарии
1. ↑  Убит 1 октября 1918 года в результате государственного переворота.
2. ↑  Отрекся от престола 3 октября 1918 года в пользу сына Бориса.
3. ↑  Убит 14 декабря 1918 года.
4. ↑  Скончался 3 июня 1918 года во время свого президентского срока.